# Сен-Буа
Сен-Буа́ (фр. Saint-Bois) — колишній муніципалітет у Франції, у регіоні Овернь-Рона-Альпи, департамент Ен. Населення — 127 осіб (2011).
Муніципалітет був розташований на відстані близько 430 км на південний схід від Парижа, 65 км на схід від Ліона, 65 км на південний схід від Бург-ан-Бресса.

## Історія
До 2015 року муніципалітет перебував у складі регіону Рона-Альпи. Від 1 січня 2016 року належав до нового об'єднаного регіону Овернь-Рона-Альпи.
1 січня 2016 року Сен-Буа і Арбіньє було об'єднано в новий муніципалітет Арбуа-ан-Бюже.

## Демографія
Динаміка населення (INSEE і Cassini ):
Розподіл населення за віком та статтю (2006):
| Стать | Всього | До 15 років | 15-24 | 25-44 | 45-64 | 65-85 | Понад 85 |
| --- | ------ | ----------- | ----- | ----- | ----- | ----- | -------- |
| Чоловіки | 64     | 12          | 8     | 8     | 24    | 8     | 4        |
| Жінки | 68     | 12          | 4     | 16    | 16    | 20    | 0        |
| \| Статево-вікова піраміда \| Статево-вікова піраміда \| Статево-вікова піраміда \| \| ----------------------- \| ----------------------- \| ----------------------- \| \| Чоловіки \| Вік \| Жінки \| \| 4 \| 85 + \| 0 \| \| 8 \| 80-84 \| 8 \| \| 0 \| 75-79 \| 0 \| \| 0 \| 70-74 \| 0 \| \| 0 \| 65-69 \| 12 \| \| 8 \| 60-64 \| 0 \| \| 8 \| 55-59 \| 4 \| \| 0 \| 50-54 \| 8 \| \| 8 \| 45-49 \| 4 \| \| 4 \| 40-44 \| 0 \| \| 4 \| 35-39 \| 4 \| \| 0 \| 30-34 \| 8 \| \| 0 \| 25-29 \| 4 \| \| 8 \| 20-24 \| 4 \| \| 0 \| 15-20 \| 0 \| \| 0 \| 10-14 \| 0 \| \| 12 \| 5-9 \| 4 \| \| 0 \| 0-4 \| 8 \| |        |             |       |       |       |       |          |
| Статево-вікова піраміда |        |             |       |       |       |       |          |
| Чоловіки | Вік    | Жінки       |       |       |       |       |          |
| 4 | 85 +   | 0           |       |       |       |       |          |
| 8 | 80-84  | 8           |       |       |       |       |          |
| 0 | 75-79  | 0           |       |       |       |       |          |
| 0 | 70-74  | 0           |       |       |       |       |          |
| 0 | 65-69  | 12          |       |       |       |       |          |
| 8 | 60-64  | 0           |       |       |       |       |          |
| 8 | 55-59  | 4           |       |       |       |       |          |
| 0 | 50-54  | 8           |       |       |       |       |          |
| 8 | 45-49  | 4           |       |       |       |       |          |
| 4 | 40-44  | 0           |       |       |       |       |          |
| 4 | 35-39  | 4           |       |       |       |       |          |
| 0 | 30-34  | 8           |       |       |       |       |          |
| 0 | 25-29  | 4           |       |       |       |       |          |
| 8 | 20-24  | 4           |       |       |       |       |          |
| 0 | 15-20  | 0           |       |       |       |       |          |
| 0 | 10-14  | 0           |       |       |       |       |          |
| 12 | 5-9    | 4           |       |       |       |       |          |
| 0 | 0-4    | 8           |       |       |       |       |          |

## Економіка
2010 року серед 71 особи працездатного віку (15—64 років) 58 були активними, 13 — неактивними (показник активності 81,7%, у 1999 році було 75,0%). З 58 активних мешканців працювали 54 особи (28 чоловіків та 26 жінок), безробітними було 4 (0 чоловіків та 4 жінки). Серед 13 неактивних 2 особи були учнями чи студентами, 8 — пенсіонерами, 3 були неактивними з інших причин.

У 2010 році в муніципалітеті числилось 50 оподаткованих домогосподарств, у яких проживали 114,0 особи, медіана доходів виносила 17 650 євро на одного особоспоживача